# Dias Perfeitos (filme)
Perfect Days (bra/prt: Dias Perfeitos) é um filme de drama de 2023 dirigido por Wim Wenders, a partir de um roteiro escrito por Wenders e Takuma Takasaki. Uma coprodução entre o Japão e a Alemanha, o filme combina quatro contos e estrela Kōji Yakusho no papel de um limpador de banheiro.
O filme concorreu à Palma de Ouro no Festival de Cinema de Cannes de 2023, onde estreou no dia 25 de maio e ganhou o Prêmio do Júri Ecumênico e o Prêmio de melhor ator para Yakusho. Foi selecionado como representante japonês para o Oscar de melhor filme internacional na edição de 2024.

## Sinopse
Hirayama trabalha como limpador de banheiros em Tóquio. Ele parece satisfeito com sua vida simples. Segue um dia a dia estruturado e dedica seu tempo livre à paixão pela música e pelos livros. Hirayama também gosta de árvores e as fotografa. Mais do seu passado é gradualmente revelado através de uma série de encontros inesperados.

## Elenco
- Kōji Yakusho como Hirayama
- Tokio Emoto como Takashi
- Arisa Nakano como Niko
- Aoi Yamada como Aya
- Yumi Asō como Keiko
- Sayuri Ishikawa como Mama
- Tomokazu Miura como Tomoyama
- Min Tanaka[1]

## Produção
Logo após a pandemia, Wenders foi convidado a Tóquio por Koji Yanai para observar o Tokyo Toilet Project, um projeto no qual banheiros públicos japoneses foram redesenhados em dezessete locais em Shibuya com a ajuda de dezesseis criadores convidados de todo o mundo. Wenders foi convidado a dar uma olhada na singularidade de cada uma dessas instalações. A princípio, os produtores imaginaram que Wenders faria um curta-metragem ou uma série de curtas-metragens nas instalações, mas ele optou por um longa-metragem, com o co-roteirista Takuma Takasaki explicando que a concepção do personagem Hirayama parecia um novo território para eles. O filme é produzido pela Master Mind Limited (Japão) e Spoon Inc. (Japão) em colaboração com a Wenders Images (Alemanha).
O filme foi rodado durante dezessete dias em Tóquio.

## Lançamento
Perfect Days foi selecionado para concorrer à Palma de Ouro no Festival de Cinema de Cannes de 2023, onde teve sua estreia mundial em 25 de maio de 2023. Também foi convidado para o 27º Festival de Cinema de Lima na seção Aclamados, onde foi exibido em 11 de agosto de 2023. As exibições subsequentes foram realizadas no Festival Internacional de Cinema de Toronto e no Festival de Cinema de Nova Iorque de 2023. As vendas mundiais foram administradas pela The Match Factory, com a Neon distribuindo o filme nos Estados Unidos e a Mubi distribuindo o filme no Reino Unido, Irlanda, Turquia e regiões da América Latina. Perfect Days foi lançado na Alemanha em 21 de dezembro de 2023 pela DCM, e no Japão em 22 de dezembro pela Bitters End.